# Eduardo Villaseñor
Eduardo Villaseñor Ángeles (Angamacutiro de la Unión, Michoacán; 13 de septiembre de 1896-Ciudad de México, 15 de octubre de 1978) fue un economista, empresario, escritor y funcionario mexicano. Se desempeñó como director general del Banco de México de 1940 a 1946 durante las presidencias de Lázaro Cárdenas y Manuel Ávila Camacho.

## Trayectoria
Amigo de Los Contemporáneos, de Alfonso Reyes y de Pedro Henríquez Ureña, Villaseñor fue uno de los principales impulsores de la creación del Fondo de Cultura Económica (FCE), al lado de Daniel Cosío Villegas con quien reunió el dinero para crear el fideicomiso inicial. Miembro de la Junta de Gobierno del FCE desde 1934 hasta 1968, Villaseñor propuso y supervisó la publicación de El dólar plata de William P. Shea, la primera publicación de la editorial, y dispuso a cargo del FCE la publicación continuada de El Trimestre Económico, revista que había fundado años atrás con Cosío Villegas. Villaseñor tradujo el libro Banca Central del distinguido economista M.H. de Kock (publicado por el FCE).
Además de ser piedra fundacional del FCE, Villaseñor desempeñó, entre otros, los siguientes cargos: agregado comercial en Londres (1929-1931); cónsul en la ciudad de Nueva York (1935); funcionario del Banco Nacional de Crédito Agrícola (1926-1928) y director de la misma institución (1936-1937), subsecretario de la Secretaría de Hacienda y Crédito Público (1938-1940), delegado y propulsor del Banco Interamericano de Desarrollo (1940), miembro del patronato de la Casa de España, posteriormente El Colegio de México (1939-1960), y director general del Banco de México (1940-1946) y del Banco del Atlántico (1949-1965).

## Obras
- Éxtasis (1934)
- En la orilla de la Revolución (1937)
- Las zonas nuevas y el indio (1938)
- El fracaso de los economistas (1940)
- Inter-American trade and financial problems («Comercio Interamericano y Problemas Financieros», 1941)
- De la curiosidad y otros papeles (1945)
- Los recuerdos y los días (1960)
- Memorias-Testimonio (1974)